# Raider Klan
Raider Klan (estilizado como RVIDXR KLVN ) fue un colectivo de Hip Hop estadounidense formado en el barrio Carol City de Miami Gardens, en el año 2008. Tuvo un apogeo veloz y llegó a incluir miembros de otras ciudades de Estados Unidos., como Memphis, Seattle (Thraxxhouse), Atlanta y Houston. Son ampliamente considerados por sus fanáticos, críticos y colegas artistas como uno de los movimientos de hip hop más influyentes de la década de los 2010. En 2012, el periódico The Guardian los citó como uno de los actos clave que trajo de vuelta a los colectivos de Hip Hop.
En su mejor momento, el colectivo disfrutó de un período de rápido crecimiento, surgiendo junto a otros grupos musicales del momento como Odd Future y el ASAP Mob. El Raider Klan originalmente fue constituido por los raperos SpaceGhostPurrp, Dough Dough Da Don, Kadafi, Muney Junior y Jitt, antes de expandirse para incluir a los raperos Denzel Curry, Chris Travis, Eddy Baker, Xavier Wulf, Ruben Slikk, Lofty305 y docenas de raperos más. Muchos de los antiguos exmiembros continuaron con exitosas carreras en solitario o formaron nuevos grupos musicales, como lo son Seshollowaterboyz y Schemaposse.

## Historia
En el año 2008, SpaceGhostPurrp reclutó a Dough Dough Da Don, Kadafi, Muney Junior y Jitt para formar el Raider Klan. SpaceGhostPurrp le pidió a Denzel Curry que se uniera al colectivo musical después de escuchar su mixtape debut King Remembered Underground Tape 1991–1995, lo cual Denzel Curry aceptó en el momento.
En 24 de septiembre del año 2012, el grupo musical lanzó 2.7.5. Greatest Hits Vol.1, una compilación de 44 pistas de material solista y colaborativo de los miembros del colectivo. El 1 de marzo del 2013, lanzaron su segundo CD recopilatorio, BRK Greatest Hits Vol.2 : Edición coleccionista. Y también Lanzaron su álbum debut Tales from the Underground el 31 de octubre del 2013. El último lanzamiento de forma oficial de parte del grupo fue The Mixtape 2.75 en el año 2015.

## Estilo musical e influencia
AllMusic describió el estilo de hip hop sureño del colectivo Raider Klan como "áspero" y "macabro", y el periódico Miami New Times describió su música como "tradicional a los sonidos contundentes del rap de la plataforma SoundCloud, una corriente sangrienta de hip-hop hardcore iniciada en gran parte en el sur del Estado de Florida". El grupo utilizó constantemente un estilo de producción oscuro y lo-fi con efectos de sonido de videojuegos macabros y bases musicales ralentizadas. En 2018, HotNewHipHop afirmó que: "Durante más de una década, Raider Klan ha estado haciendo ruido en la ciudad de Carol City con discos que presentan el mismo bajo distorsionado y sonidos intencionalmente entrecortados que escuchamos hoy en dia en los discos mas recientes de Lil Pump y Ski Mask the Slump God".
El sonido de Raider Klan se derivó principalmente del los trabajos del grupo musical de Memphis Three 6 Mafia, aunque también incorporó elementos de otros géneros como lo son el emo, house  hardcore hip hop, Drill  y horrorcore. En una entrevista de 2019, Denzel Curry citó a Odd Future como una influencia importante para el colectivo.
En cuanto a las letras del colectivo, se centraron en temas que iban desde las drogas, el sexo y el dinero hasta la brujería, los demonios y la filosofía Egipcia Hotep.
Raider Klan fue uno de los primeros colectivos clandestinos de rap en integrar el estilo de los primeros trabajos del grupo musical Three 6 Mafia en su música, lirica y estética, un patrón posteriormente adoptado en toda la escena del Hip Hop estadounidense, concretamente por el ASAP Mob y el cantante Canadiense Drake. En un artículo del año 2018 del escritor de Pitchfork, Alphonse Pierre, describió a los integrantes y afiliados del colectivo del Raider Klan, como Denzel Curry, Chris Travis, Xavier Wulf y Bones, como uno de los principales pioneros del movimiento de rap en Soundcloud.
Las formas de expresión lírica del colectivo musical fueron citadas por Genius como influyentes para los raperos emocionales como XXXTentacion y Lil Uzi Vert. HotNewHipHop describió el estilo de rap emo del cantante Night Lovell estar fuertemente influenciado por la música del colectivo. El estilo de producción del productor musical Ronny J estuvo fuertemente inspirado y influenciado en los trabajos del Raider Klan, incorporando su estilo en pistas para raperos como XXXTentacion, Lil Pump, Smokepurpp y Ski Mask the Slump God.La revista Rolling Stone describió la música de los raperos de la plataforma de Soundcloud como lo son XXXTentacion, Lil Pump, Ski Mask the Slump God, Smokepurpp y WifisFuneral como derivada del material del colectivo del Raider Klan.

## Estética

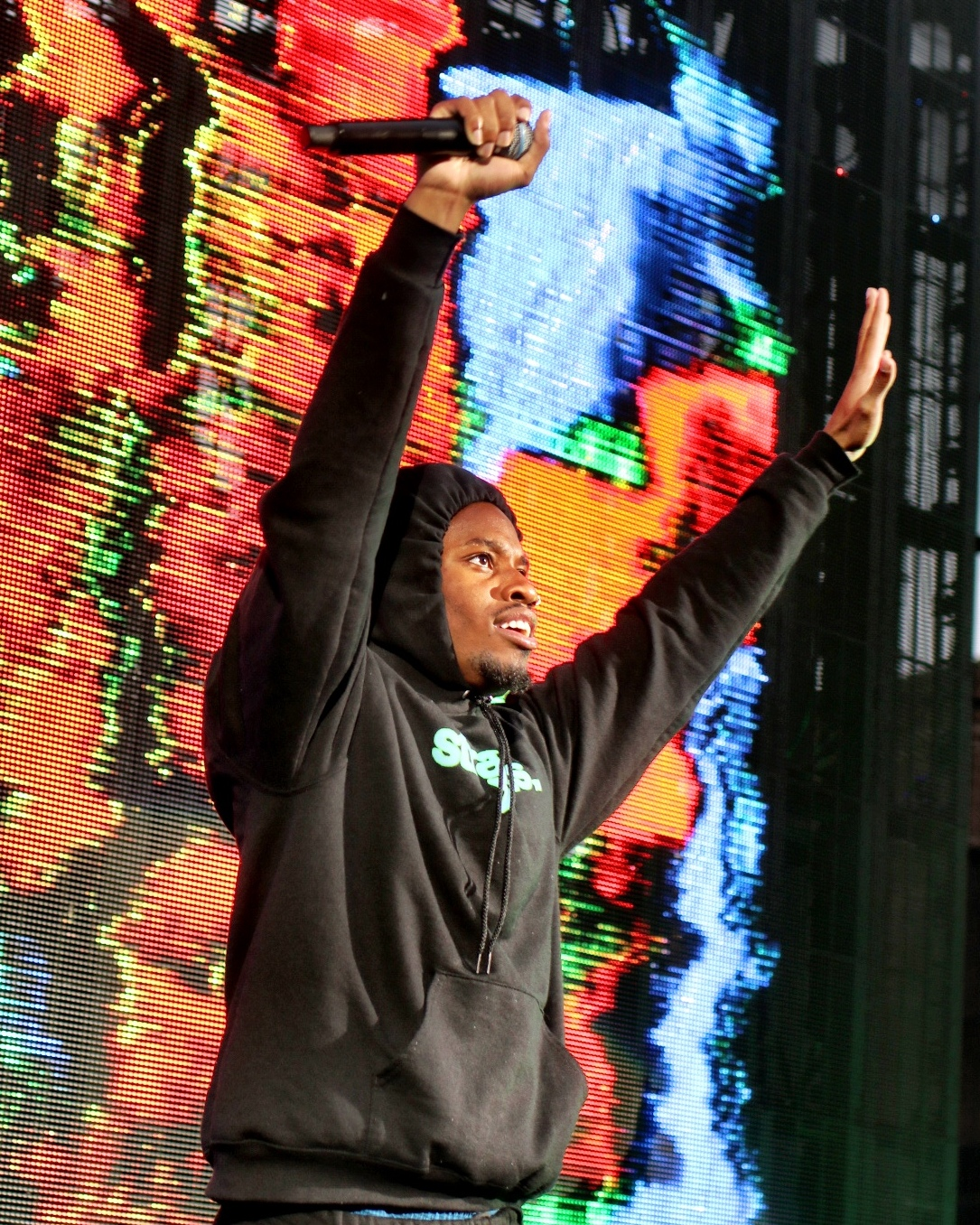
Denzel Curry, exmiembro del Raider Klan

Desde los comienzo de su carrera, El Raider Klan hizo del uso de textos inspirados en jeroglíficos egipcios, en los cuales la mayoría de las vocales de las oraciones en inglés se sustituían por una "V" o "X", y se estilizaban en mayúsculas. En algunas Ocasiones una "Z" sustituia a una "S".
| Letra | Traducción |
| ----- | ---------- |
| A     | V          |
| E     | X          |
| O     | X          |
| U     | V          |

El origen de este estilo surgió a través de la fascinación del miembro fundador SpaceGhostPurrp por el kemetismo y la mitología egipcia, y de una manera en la que el colectivo tuviera un lenguaje que sólo los integrantes y fanáticos del grupo pudieran entender. Este estilo finalmente sería utilizado por otros grupos musicales como el ASAP Mob.
Las portadas de los álbumes del colectivo musical a menudo incluían hojas de cannabis, calaveras y tipografías inspiradas en películas de terror.
Los miembros del Raider Klan a menudo ocupaban vestimenta y accesorios completamente negros, lo que SpaceGhostPurrp el fundador del Raider Klan explicó esta era una forma de representar y expresar sus "corazones oscuros". Por esta razón, en un artículo del 2012 The Guardian, el escritor Kieran Yates los describió como "rap gótico".

## Miembros
- SpaceGhostPurrp[19]
- Dough Dough Da Don[20]
- Kadafi[20]
- Muney Junior[20]
- Jitt[20]
- Denzel Curry[19]
- Xavier Wulf[19]
- Chris Travis[19]
- Key Nyata[19]
- Amber London[19]
- Lil Fway[21]
- Yung Simmie[21]
- IndigoChildRick[21]
- Nell[21]
- Rell[21]
- Dirty Redd[21]
- Muff Lucid[21]
- Big Zeem[22]
- Grandmilly[22]
- Lil Champ Fway[23]
- Chiiirp[23]
- Shvun Dxn[24]
- Eddy Baker[25][26]
- Dead Craig[21]
- Sky Lexington[27]
- Slim Guerilla[28]
- Mike Dece[29]
- Young Renegade[30]
- Matt Stoops[31]
- Soulja Mook[32]
- JGRXXN[33]
- MuffLucid[34]
- Junko[35]
- Harvey G[36]
- Junko Headhuntah[37]

## Discografía
Álbumes
- Tales from the Underground (2013)

Recopilaciones
- 2.7.5. Greatest Hits Vol.1 (2012)
- BRK Greatest Hits Vol. 2: Collectors Edition (2013)

Mixtapes
- The Mixtape 2.75 (2015)